# منظمة الوحدة الإفريقية
منظمة الوحدة الإفريقية (بالإنجليزية: Organisation of African Unity)، (بالفرنسية: Organisation de l'Unité Africaine)، وتُعرف اختصارا بـOAU. هي منظمة حكومية دولية تأسست في 25 مايو 1963 في أديس أبابا، إثيوبيا، مع 32 حكومة موقعة. كان الغاني كوامي نكروما أحد الرؤساء الرئيسيين لتأسيس منظمة الوحدة الإفريقية. تم حلها في 9 يوليو 2002 من قبل آخر رئيس لها، رئيس جنوب إفريقيا تابو إيمبيكي، وحل محله الاتحاد الإفريقي. كانت بعض الأهداف الرئيسية لمنظمة الوحدة الإفريقية هي تشجيع التكامل الاقتصادي والسياسي بين الدول الأعضاء، والقضاء على الاستعمار والاستعمار الجديد من القارة الإفريقية.

## نشأة المنظمة والدول الأعضاء
ظلت إفريقيا حتى منتصف القرن العشرين، مسرحاً للتنافس الاستعماري لعدد من الدول الأوروبية، التي سيطرت عليها واستغلت مواردها المختلفة، وشهد بداية عقد الستينات استقلال (15) دولة، ثم ازداد هذا العدد إلى أن استقلت معظم دول إفريقيا.
منذ استقلال بلاد القارة الإفريقية، تعددت محاولات التجمع والوحدة بين هذه الدول، حتى ظهرت منظمة الوحدة الإفريقية كمنظمة إقليمية.

### مؤتمر أكرا

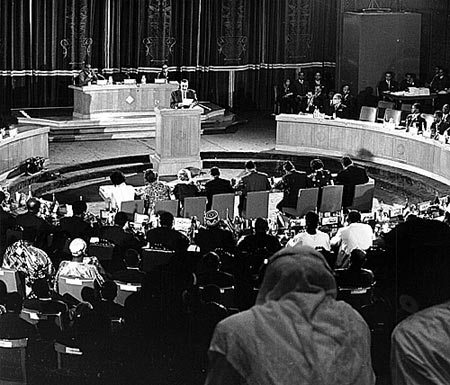
الرئيس المصري جمال عبد الناصر في مؤتمر القمة في القاهرة في 1964

من أقدم المحاولات الرسمية لعقد مؤتمر إفريقي مؤتمر أكرا (عاصمة غانا) في الفترة بين (15- 24 نيسان عام 1958م)، وحضرته الدول المستقلة حينئذ وقد ضم هذا المؤتمر ما يزيد على (200) عضو يمثلون مختلف الأحزاب والاتحادات الطلابية والنقابات العمالية في مختلف أنحاء القارة الإفريقية، وقد تمخّض عن هذا المؤتمر القرارات الآتية:
- المحافطة على السيادة الإقليمية للدول الأعضاء.
- الاعتراف بحق الشعب الجزائري في الاستقلال.
- قرار خـاص بمسـتقبل الشـعوب الإفريقية غير المستقلة، إذ طالب الأعضاء بإعلان موحد لحصول هذه المناطق غير

المستقلة على استقلالها، تمشّياً مع رغبة شعوبها وميثاق الأمم المتحدة.
وهكذا، جاءت منظمة الوحدة الإفريقية منظمة إقليمية تعمل في إطار القارة الإفريقية على نبذ الخلافات الإفريقية، وإنهاء التكتلات، وقصر نشاط المنظمات التي كانت قائمة على مجالات محددة اقتصادية أو فنية أو ثقافية.
أقرّ مؤتمر أديس أبابا الذي عُقد في الحبشة ميثاق منظمة الوحدة الإفريقية، في 22 مايو 1963م، إذ اجتمع رؤساء (30) دولة إفريقيّة مستقلة، ووقّعوا على ميثاق منظمة الوحدة الإفريقية الذي عدّوه دستور المنظمة، وأُعْلِن عن إنشاء هذه المنظمة في 25 مايو 1963م.
وتم الاتفاق على أن تكون عضوية هذه المنظمة مفتوحة للدول الإفريقية المستقلة ذات السيادة، بما في ذلك الجزر الإفريقية شريطة أن تؤمن هذه الدول بمبادئ المنظمة المتمثلة في سياسة عدم الانحياز، وعدم ممارسة التفرقة العنصرية، وفي حالة انضمام عضو جديد، يقرر قبوله بالأغلبية المطلقة للدول الأعضاء، ويسمح لكل عضو بالانسحاب من المنظمة بطلب انسحاب خطي، ويصبح الانسحاب نافذاً بعد مضي عام،

الدول مع تاريخ الانضمام

## الأهداف
كانت لمنظمة الوحدة الإفريقية الأهداف الأساسية التالية:
- تنسيق وتكثيف تعاون الدول الإفريقية من أجل تحقيق حياة أفضل لشعوب إفريقيا.
- الدفاع عن سيادة الدول الإفريقية وسلامتها الإقليمية واستقلالها.
- كُرِسَت منظمة الوحدة الإفريقية أيضًا للقضاء على جميع أشكال الاستعمار والهيمنة البيضاء، إذ لم تكن عدة دول قد نالت استقلالها بعد آنذاك، أو كانت تحت حكم الأقلية البيضاء عند تأسيسها، وقد كانت جنوب إفريقيا وأنغولا من بين هذه الدول. اقترحت منظمة الوحدة الإفريقية طريقتين لتخليص القارة من الاستعمار والهيمنة البيضاء. أولًا، ستدافع عن مصالح الدول المستقلة وتساعد في السعي إلى استقلال الدول التي بقيت مستعمرة. ثانيًا، ستبقى محايدة فيما يتعلق بالشؤون العالمية، ما يمنع أعضائها من السيطرة عليهم مرة أخرى من قبل قوى خارجية.

وقد تأسست لجنة تحرير لمساعدة حركات الاستقلال ورعاية مصالح الدول المستقلة بالفعل. سعت منظمة الوحدة الإفريقية أيضًا إلى البقاء على الحياد فيما يتصل بالسياسة العالمية، وهو ما من شأنه أن يمنعها من الخضوع مرة أخرى لسيطرة قوى خارجية، وهو الخطر الذي شكلته الحرب الباردة على وجه الخصوص.
شملت أهداف منظمة الوحدة الإفريقية الأخرى أيضًا:
- ضمان تمتع جميع الأفارقة بحقوق الإنسان.
- رفع مستوى معيشة جميع الأفارقة.
- تسوية الخلافات والنزاعات بين الأعضاء، وليس من خلال القتال بل من خلال المفاوضات السلمية والدبلوماسية.

بعد فترة وجيزة من الاستقلال، أعرب عدد من الدول الإفريقية عن رغبتهم المتزايدة في تحقيق المزيد من الوحدة داخل القارة. ومع ذلك، لم يتفق الجميع على كيفية تحقيق هذه الوحدة، وظهرت في هذا الصدد مجموعتان متعارضتان:
- كتلة الدار البيضاء، بقيادة كوامي نكروما من غانا، التي أرادت اتحادًا لجميع الدول الإفريقية. ضمت الكتلة إلى جانب غانا، الجزائر وغينيا والمغرب ومصر ومالي وليبيا. تأسست في عام 1961، ووصف أعضاؤها بأنهم «دول تقدمية».
- كتلة مونروفيا، بقيادة سينغور من السنغال، التي اعتقدت أن الوحدة يجب أن تتحقق تدريجيًا، من خلال التعاون الاقتصادي، ولم تدعم فكرة الاتحاد السياسي. شملت الدول الأعضاء الأخرى نيجيريا وليبيريا وإثيوبيا ومعظم المستعمرات الفرنسية السابقة.

عُقدت بعض المناقشات الأولية في سانيكيلي في ليبيريا. حُلّ النزاع أخيرًا عندما دعا الإمبراطور الإثيوبي هيلا سيلاسي الأول المجموعتين إلى أديس أبابا، حيث أُسست منظمة الوحدة الإفريقية وكانت مقرها لاحقًا. وُقّع ميثاق المنظمة من قبل 32 دولة إفريقية مستقلة.
كانت 53 من أصل 54 دولة إفريقية أعضاءً في منظمة الوحدة الإفريقية، وانسحب المغرب في 12 نوفمبر 1984 بعد قبول الجمهورية العربية الصحراوية الديمقراطية كحكومة للصحراء الغربية في عام 1982.

## النقد والثناء
تعرضت المنظمة لانتقادات واسعة باعتبارها «محفلًا للثرثرة» البيروقراطية والتي تفتقر للقوة. عانت من صعوبة في إنفاذ قراراتها، وقلة القوة العسكرية جعلت التدخل صعبًا للغاية. استمرت الحروب الأهلية في نيجيريا وأنغولا لسنوات دون أن تستطيع منظمة الوحدة الإفريقية وقفها.
كما حدت سياسة عدم التدخل في شؤون الدول الأعضاء من فعالية منظمة الوحدة الإفريقية، كما حدث عندما انتُهكت حقوق الإنسان في أوغندا تحت حكم عيدي أمين في سبعينيات القرن العشرين، إذ عجزت منظمة الوحدة الإفريقية عن وقف الانتهاكات.
أشاد الأمين العام السابق للأمم المتحدة، الغاني كوفي عنان، بالمنظمة لجمعها الأفارقة معًا. ومع ذلك، يجادل النقاد بأن منظمة الوحدة الإفريقية، لم تفعل الكثير لحماية حقوق المواطنين الأفارقة وحرياتهم من قادتهم السياسيين خلال 39 عامًا من وجودها، وغالبًا ما أُطلق عليها اسم «نادي الديكتاتوريين» أو «نقابة الديكتاتوريين».
إلا أن منظمة الوحدة الإفريقية نجحت في بعض الجوانب. كان العديد من أعضائها أعضاءً في الأمم المتحدة أيضًا، وقد وقفوا معًا داخل المنظمة الأخيرة لحماية المصالح الإفريقية، خاصة فيما يتعلق بالاستعمار المتبقي. لذا كان سعيها إلى الوحدة الإفريقية ناجحًا إلى حد ما.
صعُب رغم ذلك تحقيق الوحدة التامة، إذ كانت منظمة الوحدة الإفريقية مقسمة إلى حد كبير. شكلت المستعمرات الفرنسية السابقة، التي بقيت تعتمد على فرنسا، مجموعة مونروفيا، وكان هناك انقسام آخر بين المؤيدين للولايات المتحدة والمؤيدين للاتحاد السوفيتي في الحرب الباردة بين الأيديولوجيات. قاد كوامي نكروما من غانا الفصيل المؤيد للشيوعية، بينما قاد فيليكس هوفويت بويني من ساحل العاج المؤيدين للرأسمالية. وبسبب هذه الانقسامات، كان من الصعب على منظمة الوحدة الإفريقية اتخاذ إجراءات ضد الدول المتورطة في الصراعات الداخلية لأنها نادرًا ما كانت قادرة على التوصل إلى اتفاق بشأن ما ينبغي فعله.

## الاعضاء
ارتفع عدد الأعضاء في المنظمة مـن (30) دولة سنة التأسيس إلى (52) دولــة فــي عــام (1980م).
| - تونس - إثيوبيا - إرتريا - أنغولا - أوغندا - بنين - بوتسوانا - بوركينا فاسو - بوروندي - تشاد | - تنزانيا - توغو - المغرب - الجزائر - جزر القمر - جمهورية إفريقيا الوسطى - جنوب إفريقيا - جيبوتي | - رواندا - زامبيا - زيمبابوي - ساو تومي وبرينسيب - السنغال - إسواتيني - السودان - سيراليون | - الصومال - الغابون - غامبيا - غانا - غينيا الاستوائية - غينيا بيساو - غينيا - الكاميرون | - ساحل العاج - جمهورية الكونغو - كينيا - ليبيا - ليبيريا - ليسوتو - مالي - مدغشقر | - مصر - مالاوي - موريتانيا - موريشيوس - موزمبيق - ناميبيا - النيجر - نيجيريا - الجمهورية العربية الصحراوية الديمقراطية |  |

- عادت المملكة المغربية إلى المنظمة بعد طلب الانضمام في 30 من يناير 2017 بعدما انسحبت منها سنة 1984 ، كاحتجاج على اعتراف المنظمة وقبولها لعضوية «الجمهورية الصحراوية» [9]

## المقر
إثيوبيا
أديس أبابا

## المؤتمرات
كانت منظمة الوحدة الإفريقية تعقد اجتماعا سنويا في واحدة من العواصم الإفريقية، يحضره رؤساء دول وحكومات الأقطار الأعضاء فيها. وقد جرت العادة بأن يحضر الأمين العام لمنظمة الأمم المتحدة جلسة الافتتاح ويلقي كلمة فيها، ثم يتناوب على الكلام ممثلون عما يمكن اعتباره الكتل الأربع داخل القارة الإفريقية: ممثل عن الأقطار الإفريقية العربية، وآخر عن الأقطار الإفريقية الناطقة بالفرنسية، الأقطار الإفريقية الناطقة بالإنجليزية وممثل عن الأقطار الإفريقية الناطقة بالبرتغالية.

## الاتحاد الإفريقي
تأسس سنة 2001 خلفا لمنظمة الوحدة الإفريقية